# توماس لیوس
 توماس لیوس (به انگلیسی: Toomas Leius؛ ۲۸ اوت ۱۹۴۱ – ۷ فوریهٔ ۲۰۲۵) تنیس‌باز اهل استونی بود.
لیوس در ۷ فوریهٔ ۲۰۲۵، در سن ۸۳ سالگی درگذشت. 